# 赵治治
赵治治（1976年11月12日—），生于山西省太原市 ，中国足球裁判，首都体育学院讲师。2011年起成为中超联赛主裁判，隶属北京足协。在此之前，赵治治曾担任中甲联赛 、中乙联赛主裁判。